# Congrès social de Liège de 1886
 (mai 2024).
 (mai 2024).
La mise en forme du texte ne suit pas les recommandations de Wikipédia : il faut le « wikifier ».
Les points d'amélioration suivants sont les cas les plus fréquents. Le détail des points à revoir est peut-être précisé sur la page de discussion.
- Les titres sont pré-formatés par le logiciel. Ils ne sont ni en capitales, ni en gras.
- Le texte ne doit pas être écrit en capitales (les noms de famille non plus), ni en gras, ni en italique, ni en « petit »…
- Le gras n'est utilisé que pour surligner le titre de l'article dans l'introduction, une seule fois.
- L'italique est rarement utilisé : mots en langue étrangère, titres d'œuvres, noms de bateaux, etc.
- Les citations ne sont pas en italique mais en corps de texte normal. Elles sont entourées par des guillemets français : « et ».
- Les listes à puces sont à éviter, des paragraphes rédigés étant largement préférés. Les tableaux sont à réserver à la présentation de données structurées (résultats, etc.).
- Les appels de note de bas de page (petits chiffres en exposant, introduits par l'outil «  Source ») sont à placer entre la fin de phrase et le point final[comme ça].
- Les liens internes (vers d'autres articles de Wikipédia) sont à choisir avec parcimonie. Créez des liens vers des articles approfondissant le sujet. Les termes génériques sans rapport avec le sujet sont à éviter, ainsi que les répétitions de liens vers un même terme.
- Les liens externes sont à placer uniquement dans une section « Liens externes », à la fin de l'article. Ces liens sont à choisir avec parcimonie suivant les règles définies. Si un lien sert de source à l'article, son insertion dans le texte est à faire par les notes de bas de page.
- La présentation des références doit suivre les conventions bibliographiques. Il est recommandé d'utiliser les modèles {{Ouvrage}}, {{Chapitre}}, {{Article}}, {{Lien web}} et/ou {{Bibliographie}}. Le mode d'édition visuel peut mettre en forme automatiquement les références.
- Insérer une infobox (cadre d'informations à droite) n'est pas obligatoire pour parachever la mise en page.

Pour une aide détaillée, merci de consulter Aide:Wikification.
Si vous pensez que ces points ont été résolus, vous pouvez retirer ce bandeau et améliorer la mise en forme d'un autre article.
Le Congrès social de Liège de 1886 traite de la question sociale se dressant devant toutes les nations civilisées. Le gouvernement belge se met à l'étude des questions économiques en se plaçant au point de vue des lois qu'il pourrait modifier ou édicter. Ayant longtemps été négligés, les principales revendications visent à donner à la classe ouvrière des moyens de vie décent.

## Introduction
Dans les années 1880 la législation belge n'avantage point la société (plus précisément la classe ouvrière). Le gouvernement en place est alors libéral la Belgique était marquée par un mécontentement croissant parmi les travailleurs en raison de salaires insuffisants, de conditions de travail pénibles, d'une baisse de l'emploi et de problèmes de logement. Cette frustration a conduit à une série de grèves et de manifestations. En mars et avril 1886, des émeutes violentes ont éclaté à Liège et à Charleroi, Flémalle jusqu’à Verviers résultant en une répression sévère et la mort d'environ trente mille personnes. Ces événements ont exacerbé les tensions sociales et ont contribué à la montée du mouvement ouvrier en Belgique. Des dizaines de milliers de citoyens vont rejoindre le rassemblement organisé pour célébrer le 15e anniversaire, le 18 mars 1886 de la Commune de Paris, ce grand moment d’espérance écrasé dans le sang : la proclamation d’un gouvernement ouvrier qui dura deux mois avant que l’armée n’y mette fin en massacrant 30 000 personnes à la mitrailleuse.
Le congrès social de Liège de 1886 est un événement traduisant une révolte socio-économique en Belgique des ouvriers composant une classe sociale défavorisée. Le droit de vote restant sous le système de suffrage censitaire ne permet pas de faire entendre la voix des ouvriers qui ne peuvent pas payer le cens. La classe ouvrière qui se trouve dans une situation de précarité au vu des conditions de vie des travailleurs. En effets les travailleurs majoritairement, mineurs, carriers, verriers ont manifesté pour avoir plus de droits. Leurs conditions sociales et économiques ne leur conviennent pas.
En l’occurrence le contrat de travail n’est pas consacré dans la législation. Ce qui ne permet aucune assurance et sécurité financière aux travailleurs. Ainsi pas de droit social. L’article 1710 de l’Ancien Code civil dispose que : « un contrat par lequel une partie s’engage à faire quelque chose pour l’autre moyennant un prix convenu entre elles ». C’est une une définition trop succincte en comparaison au droit du travail actuel (Loi du 12 avril 1965  concernant la protection de la rémunération des travailleurs). Un autre article, abrogé seulement en 1883, affirmait par ailleurs que « le maître est cru sur son affirmation pour la quotité des gages, pour le paiement des salaires de l’année échue et pour les acomptes donnés pour l’année courante » (l’ancien article 1781 du Code civil). Cet article avait pour but de prévenir les potentielles révoltes des ouvriers sur le salaire réellement payé. Cela laissait une liberté excessive aux patrons qui ne se privaient pas de faire usage de cette disposition. Les patrons pouvaient alors rémunérer les ouvriers comme ils le souhaitaient et selon les conditions voulues.
Les conditions du contrat étaient alors entièrement laissées à la volonté des parties, avec pour seule restriction le fait que les services ne pouvaient être engagés que pour une durée déterminée ou pour un projet spécifique. Les employeurs étaient libres de fixer les termes du travail et les ouvriers pouvaient accepter ou refuser. Aucune autre régulation légale ne limitait le pouvoir des parties contractantes à débattre et à convenir des conditions du travail. Le problème dans cette relation contractuelle d’employeur-employé se dessine sur le désavantage que représente ce système pour les employés. En effet, on constate une rémunération aux employés assez particulière.
Truck-system
Le terme truck-system provient de l’anglais. Il désigne le fait de rémunérer un employé d’un salaire en argent pour une partie et l’autre en denrée alimentaire. L’employé peut aussi exiger de faire ses achats dans un magasin désigné.
Rapport fait pour la Commission du Travail, Charles Morisseaux
« 1° Le patron paie tout ou partie du salaire en marchandises, en cotant celles-ci à un prix plus élevé que celui pratiqué dans les boutiques libres. L’obligation d’accepter ce mode de paiement fait partie du contrat de travail. […]
2° Le patron paie ou est censé payer en espèces. Mais il tient une boutique où les ouvriers sont virtuellement tenus de s’approvisionner. […]
3° La boutique n’est pas tenue par le patron mais par un de ses parents, ou simplement par une personne qu’il protège, et les ouvriers doivent s’y approvisionner s’ils veulent avoir du travail. […]
4° Le patron ne fait ni directement, ni indirectement aucune retenue sur les salaires : il paie en espèces et ne tient pas de boutique. Mais un contre-maître ou un employé tient une boutique ou un cabaret et fait en sorte d’exclure de l’usine l’ouvrier qui ne fréquente pas la boutique ou le cabaret. […]
5° L’ouvrier est payé par un intermédiaire, chef de trait, chef de bande, courtier, sous entrepreneur, etc., etc. Ce dernier tient un cabaret où l’ouvrier est obligé de consommer. »
Les employés ne sont alors pas traités sur un pied d’égalité, ce qui dégrade leurs conditions de vies par rapport au cout moyen de la vie qui est très bas. Ils sont alors obligés de dépenser l'argent gagné par leur travail dans les boutiques que leur ont assigné les patrons. Voici le témoignage d’un groupe d’ouvriers qui rapporte la réalité quotidienne de la crise économique en l’état :
Lettre d’un groupe d’ouvriers de Zele
En travaillant toute la semaine, nous gagnons une douzaine de francs ; mais nous devons les accepter en marchandises de la boutique, et de cette façon, nos douze francs n’en valent pas dix, car nous payons dans cette boutique 50 centimes de plus par sac de charbon et 6 centimes de plus par pain que dans les autres boutiques. Nous souffrons de la faim, oui, Monsieur, et cela nous ferait si grand bien si vous pouviez obtenir qu’on nous paye notre travail en argent, car maintenant nous ne recevons pas d’argent, mais du pain, du beurre, etc. Les salaires en argent ne sont pas en usage chez nous. Ayez, Monsieur, la bonté d’en parler. Pour notre travail, nous ne demandons ni pain, ni beurre, mais de l’argent.
[…]
On nous paye nos salaires dans les cabarets ; on nous fait même alors attendre longtemps afin de nous forcer à consommer. Et ainsi nous buvons et nous dépensons parfois 1,50 francs des 3 francs de salaire que nous recevons. Celui qui ne consomme pas ne reçoit plus de travail. On devrait défendre aux patrons la vente des boissons.
 À Turnhout, le rapport des maîtres ouvriers et des premiers ouvriers de la ville s’exprime ainsi
"Chez les maçons, charpentiers, statuaires, tisserands, forgerons, les payements se font partiellement en nature et, chez quelques-uns, entièrement en nature.
Le payement en nature est établi par l’obligation imposée à l’ouvrier de se fournir au magasin du patron ou dans le magasin indiqué par le patron pour le beurre, le pain, le riz, le lard, le café, la chicorée, tous les légumes et les aunages.
On paye 2 centimes en plus pour le pain avec les bons du patron que lorsqu’on paye le boulanger argent comptant ; de cette manière, le patron tire son profit de chaque bouchée de pain qui entre dans la bouche de l’ouvrier et, souvent, la qualité du pain laisse à désirer.
Le beurre se vend quelquefois 40 centimes plus cher par demi-kilogramme dans le magasin obligatoire, et le beurre soi-disant de première qualité est de la dernière qualité, ce qui fait encore une différence de 10 à 12 centimes ; par conséquent, une différence de 50 à 60 centimes par livre de beurre".
M. Eugène Breuer, fabricant d’armes à Liège, déclare :
"La plupart des fabricants payent en argent. Certains d’entre eux imposent aux ouvriers une partie du payement en marchandises et donnent la préférence aux ouvriers qui acceptent ce mode de payement. Toujours l’ouvrier paye plus cher les objets qu’il achète chez le fabricant ; celui-ci se contente souvent du bénéfice qu’il fait sur les marchandises vendues à l’ouvrier ; et il vend les armes à des conditions de bon marché telles, que les autres fabricants ne peuvent concourir."
Il y a alors un climat de tension dans le chef des employés par rapport à leurs conditions de travail et leur rémunération quelque peu discutable. La rémunération suivant le truck-system avantage majoritairement les employeurs aux employés en leur accordant plus de privilèges au détriment des employés qui souffrent en silence. Mais ce silence n'a pas duré éternellement.

## Déroulement
En mars 1886, la Belgique fut le théâtre de violentes agitations qui débutèrent à Liège pour ensuite se propager à Charleroi et d'autres régions du pays. Cette période tumultueuse fut en grande partie alimentée par la crise économique qui sévissait alors, caractérisée par une baisse des salaires et une augmentation du chômage due à l'introduction de nouvelles techniques (en raison de la révolution industrielle et alors la montée du capitalisme dans les usines, réduisant ainsi la demande de main-d'œuvre.   
À Liège, le 18 mars 1886, un groupe anarchiste organisa un rassemblement sur la place Saint-Lambert pour célébrer le quinzième anniversaire de la Commune de Paris.  
Ce rassemblement dégénéra en émeutes, avec des destructions de biens publics et privés, et des affrontements violents avec les forces de l'ordre. Les troubles se propagèrent rapidement à d'autres régions, notamment à Jemeppe et Gilly où des mouvements de grève éclatèrent, les travailleurs réclamant une augmentation de leur salaire.  
La répression gouvernementale s'intensifia avec l'arrivée de renforts militaires et de la garde civique, craignant une escalade vers Liège. Des affrontements meurtriers eurent lieu, faisant plusieurs victimes parmi les manifestants. Les émeutiers criaient alors : « Vive l'anarchie ! » répondent les vociférations : « Massacre, massacre ! Révolution ! », « A bas la propriété ! », « A bas les riches ! », « A bas les capitalistes ! », et le traditionnel « A bas la calotte ! ». Les volets des commerces s'abattent à grands fracas, tandis que des vitrines, déjà, volent en éclats. La Place du Théâtre et bientôt, la Place du Marché et les environs de l'Hôtel de Ville sont envahis par la meute hurlante : « A manger ! À manger ! Du pain ! ». Une boulangerie est défoncée, les pains roulent. Le torrent populaire traverse la Meuse(hyp), déferle en Outre-Meuse, jusqu'à la place Delcour(hyp) où l'arrière salle du Café national, lieu du meeting, est déjà comble.
Le 25 mars, à Gilly, de nouveaux mouvements de grève secouèrent les charbonnages environnants, s'étendant rapidement aux villes de Châtelet, Montigny-sur-Sambre et Couillet. Les autorités, tirant parti de leur expérience antérieure, parvinrent à rétablir l'ordre plus rapidement cette fois-ci. Cependant, la situation se détériora encore le lendemain, le 26 mars, lorsque les grèves se généralisèrent dans la région de Charleroi, touchant désormais non seulement les charbonnages mais également d'autres secteurs industriels tels que les fonderies et les verreries. Les manifestations se transformèrent rapidement en émeutes, avec des attaques violentes contre les entreprises. L'une des industries les plus touchées fut la verrerie d'Eugène Baudoux, dont les nouveaux fours moins avaient conduit à la mise à pied de nombreux travailleurs qualifiés à la préférence de travailleurs moins qualifiés qui demandent alors moins de rémunération.
La verrerie ainsi que la résidence de M. Baudoux furent totalement détruites et incendiées. La nuit même, les forces de l'ordre durent intervenir à Roux-Lez-Charleroi, où une glacerie fut la cible d'attaques violentes. Après cette nuit mouvementée, un Conseil des ministres se réunit en urgence et décida de mobiliser des forces supplémentaires des élèves de l'École Royale militaire et 22 000 hommes supplémentaires furent appelés pour rétablir l'ordre dans le pays.

## Revendications
Le programme du Congrès est divisé en trois parties, il y a premièrement les œuvres religieuses, ensuite les œuvres économiques et finalement la législation.
Il y a de nombreuses revendications pour la première section qui traite des œuvres religieuses. En ce qui concerne les églises, le congrès émet le vœu que dans les localités où le nombre d'habitants a augmenté, il y ait augmentation du nombre d'églises. Pour les cimetières, les catholiques doivent faire des efforts pour conserver le caractère chrétien des enterrements et le caractère confessionnel des enterrement. Là où les cimetières sont sécularisés, ils demandent qu'à l'instar de Gand, on assure aux membres adhérents et aux pauvres un enterrement chrétien et un lieu de repos. Il y a aussi le vœu de la formation d'une ligue entre les familles catholiques pour supprimer les dépense inutiles et excessives. On exige des associations pieuses et charitables, la simplicité chrétienne. Le congrès signale aux directeurs d'œuvres: 1° la renonciation aux jeux de hasard engageant des fonds considérables; 2° le paiement des dépenses courantes à époque fixe, au plus tard chaque année; 3° la non-participation aux paris et courses de chevaux; 4° pas d'exagération des voyages de plaisirs; 5° pas de fréquentation assidue aux théâtres et fêtes nocturnes. Ils veulent également que le discours de l'Evêque de Liège soit reproduit et distribué gratuitement dans le pays. Le Congrès demande que les catholiques s'abstiennent de coopérer avec de mauvais journaux, des mauvais livres, des mauvaises brochures et ceux qui sous des apparences conservatrices publient des correspondances ou faits divers dangereux. Cependant, il recommande la diffusion de la presse populaire qui est pénétrée par l'esprit catholique. Il émet le vœu que des groupes de propriétaires chrétiens soient formés pour encourager l'exercice de l'autorité accompagnant la propriété, ils doivent étudier les devoirs sociaux qui résultent de la possession de la propriété.
L'une des revendications du Congrès est que le Comité central de la ligue anti-maçonnique organise des Comités cantonaux et provinciaux dans lesquels il y aura des laïcs et des membres du Congrès. Ces Comités doivent établir un lien fédéral entre toutes les œuvres catholiques pour lutter contre la franc-maçonnerie. La ligue doit s'engager à ne jamais s'affilier aux sectes maçonniques et à les combattre. Le Congrès émet le vœu que les conférences de Saint-Vincent de Paul soient organisées dans toutes les localités agricoles et industrielles, que les jeunes gens des collèges catholiques soient sous la bannière de Saint-Vincent de Paul et que ceux qui sont externes à ces collèges catholiques soient enrôlés dans ses patronages dès les classes supérieures. Il faut instruire, évangéliser et moraliser les classes ouvrières dans leur langue maternelle, les œuvres doivent donc être organisées. Le Congrès demande la création d'une ligue pour favoriser le repos dominical et forme le vœu que tous les catholiques assurent le repos dominical aux ouvriers qui dépendent d'eux. Pour ce qui est du mariage chrétien, il y a aussi le vœu de voir s'établir dans toutes localités importantes, une Société de Saint-François. Les fêtes patronales doivent être rétablies et qu'on leur concède un caractère religieux. Ils revendiquent aussi la fondation d'orphelinats pour les jeunes abandonnés. Le Congrès veut que des écoles ménagères soient mises en place pour les familles ouvrières qui travaillent dans les fosses. Pour ce qui est du patronage et des associations ouvrières, il y a volonté que des patronages soient établis dans toutes les communes et qu'ils aient pour couronnement la fondation de cercles ouvriers. Des congrégations du Tiers Ordre de Saint-François doivent être établies partout où cela est possible.
Il y a aussi la fondation et le développement d'écoles professionnelles et qu'il y ait dans les écoles primaires de filles un développement dans l'enseignement de l'économie domestique au niveau de la couture, du ménage, de la cuisine et de l'entretien, cela doit être approprié à la classe ouvrière. Le Congrès émet aussi le vœu de faire connaitre les maisons d'asile pour les personnes étrangères qui cherchent une place en ville. Pour ce qui est de l'aumônerie militaire, qu'il y ait des attributions complètement déterminées, qu'ils soient assimilés pour le rang aux officiers, qu'ils soient autorisés à établir des patronages, qu'elle soit rattachée au ministère de la guerre et détachée du ministère de la justice. Qu'il y ait un lieu de réunion pour les soldats dans toutes les villes de garnison et qu'il n'y ait pas de condition d'admission.
Pour ce qui est des œuvres économiques, le Congrès veut voir les Sociétés agricoles de multiplier, voir ces Sociétés se fédérer par province pour une action réformatrice. Le Congrès recommande l'institution du prêt dans certaines limites pour compléter l'éducation économique du peuple et la formation de banques populaires. Le Congrès émet le vœu de voir la loi du 1873 sur les Sociétés coopératives s'étendre aux syndicats agricoles, aux Sociétés de maisons ouvrières, aux autres dont l'objet n'est pas commercial également. Le Congrès estime qu'il n'y a pas lieu d'instaurer une bourse de travail, qu'il faut provoquer l'initiative privée et encourager les ouvriers à l'association, qu'il y ait des débats entre les ouvriers et les patrons sur les conditions de travail par l'intermédiaire des Commissions directrices. Il recommande l'extension de syndicats et de corporations qui réunissent les patrons et les ouvriers car ces formes corporatives favorisent les intérêts de l'industrie. Il demande également que la loi accorde la personnification civile aux syndicats et corporations qui réunissent les patrons et les ouvriers dans la même profession et qu'elle permette l'union de différents métiers dans les localités où il n'y a pas assez de personnes exerçant le même métier. L'émigration des ouvriers vers des lieux où on leur assure dès leur arrivée des soins religieux et un salaire suffisant est recommandé. Pour les artisans qui voudraient partir, le gouvernement interviendra pour leur procurer un transport à prix réduit à eux et leur famille. Pour ce qui est du sujet de la colonisation, le Congrès désire un Comité organisateur de l'émigration dans l'Amérique du Sud.
Pour ce qui est des revendications sur la législation, le Congrès revendique que la loi réglemente le travail des femmes et des enfants dans l'industrie et qu'il soit créé des Associations qui protègent les enfants pour qu'ils ne soient pas employés trop jeunes ou qu'on ne les malmène pas dans des travaux durs. Il veut également que le principe de l'assurance en cas d'accidents industriels soit consacré et qu'il convient de laisser le plus vaste champ possible à l'initiative privée. Le Congrès émet le vœu que le gouvernement prenne des mesures pour lutter contre les abus d'alcoolisme et qu'il y ait création d'une Association qui lutte contre l'ivrognerie des ouvriers. La création de Comités de conciliation est sollicitée, leur efficacité est démontrée à condition: 1° que les parties soient disposées à la paix; 2° qu'elles soient fidèles à leurs engagements; 3° que ces Conseils soient organisés, il ne faut pas de décision forcée, autant d'ouvriers que de patrons, des réunions fréquentes et un arbitre s'il n'y a pas d'accord possible. Une loi qui offrirait le cadre de la mise en place de ces institutions serait utile selon le Congrès.
Pour ce qui est du repos dominical, les patrons ne peuvent pas faire travailler les ouvriers le dimanche, il faut donc que la loi réglemente cela. Ils veulent la suppression du camionnage de petite vitesse, celle du Moniteur et la fermeture des gares de marchandise à partir d'une certaine heure le dimanche. Il y a aussi le vote d'une disposition légale qui ferait en sorte que les entrepreneurs déterminent à l'avance les délais d'exécution pour que les ouvriers ne se retrouvent pas à travailler le dimanche. La loi doit organiser l'aumônerie militaire.
Le Congrès encourage la fondation de Sociétés de Secours Mutuels, il émet aussi le vœu que les ouvriers majorent leurs cotisations mensuelles afin d'inscrire leurs femmes et enfants dans ces Sociétés de Secours Mutuels à leur côté. La loi doit conférer à ces Sociétés le droit de posséder un immeuble social. En ce qui concerne les maisons ouvrières, L'exemption de l'impôt foncier accordé pendant huit ans doit être prolongée de six ou huit ans aux sociétés qui ont pour objet la construction de maisons et autres bâtiments pour les ouvriers et ce en vertu de la loi. Ces mêmes sociétés ne doivent pas payer de contribution personnelle sur les loyers, les fenêtres, les portes et la valeur locative durant une période de  quatorze à seize ans. Ces mêmes prérogatives doivent être accordées aux administrations publiques qui emploient en construction de maisons ouvrières, soit une partie de leur patrimoine, soit des capitaux empruntés, sous réserve d'amortissement. Le Congrès désire une extension de la loi de 1873 pour concéder la forme de sociétés coopératives aux sociétés anonymes ou autres sociétés qui construisent des maisons ouvrières. L'un des vœux du Congrès est de chercher des moyens de conserver la maison ouvrière dans la famille ouvrière et le cas échéant, que l'état accorde des subsides aux administrations publiques construisant des maisons ouvrières, ainsi qu'à l'intérêt général.
Les populations ouvrières sont isolées par la suite d'expropriation par zone, il y a un danger social, l'expropriation par zone ne doit être possible que sous certaines conditions: 1° dans les quartiers expropriés, certains terrains à revendre seraient morcelés et destinés à recevoir des habitations ouvrières dont les plans sont arrêtés à l'avance, aucune accumulation ne serait possible sur ces lots; 2° sur les nouveaux quartiers, des rues destinées à de modestes habitations ouvrières seraient greffées. Pour ce qui est du mariage, que les soldats envoyés en congé illimité et dont le service militaire actif est terminé puissent se marier en plein droit, que le certificat de milice pour contracter un mariage ne soit plus exigé après 25 ans accomplis. Il est aussi attendu que les articles 151 à 158 du code civil soient abrogés et qu'une loi soit votée pour permettre aux fils après 25 ans accomplis et aux filles après 21 ans accomplis de contracter un mariage sans en justifier le consentement.

## Répressions
Durant la soirée du 26 et la nuit du 26 au 27, près de mille mineurs grévistes ont fait le tour de Fleurus, Gilly, Montigny-sur-Sambre, Châtelineau et les communes aux alentours. Ils forcent les ouvriers à quitter l'atelier dans divers établissements. Ils saccagent les verreries en brisant portes et fenêtres et en détruisant les marchandises. Suite aux révoltes, pillages et incendies, plusieurs individus ont commencé à être arrêtés et le nombre des arrestations grimpaient en flèche.
Le matin, un groupe d'individus est entré à Marchienne-au-Pont dans le dessein de piller plusieurs habitations. Cette bande a pour mission de stopper le travail de diverses usines. Des détonations ont été entendues dans la direction de Gilly et Couillet. Les bandes étaient confrontées à l'armée, les soldats ayant reçus des ordres sévères. Deux escadrons de lanciers sont arrivés vers les endroits les plus menacés ainsi que 4 000 soldats d'infanterie pour occuper les établissements menacés. D'autres troupes (infanterie et cavalerie) se dirigent vers Charleroi. La garde civique a gardé les ponts, les entrées de la ville et la prison durant toute la nuit.

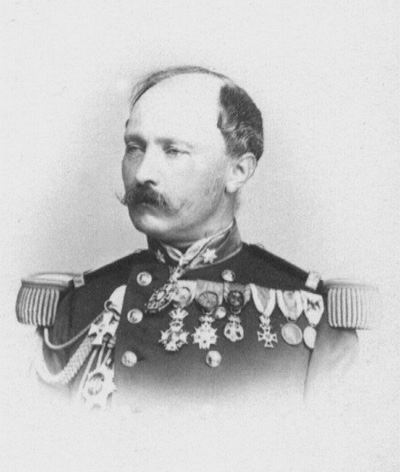
Portrait de Van der Smissen.

À Roux, les soldats ont fait feu à plusieurs reprises sur les grévistes. Ne sachant pas où est parti le bourgmestre, c'est un capitaine qui s'y substitue et qui commande la commune. Les troupes ne cessent d'arriver en masse. Le général Van der Smissen a été désigné comme « chef militaire suprême chargé de la répression », est parti à Charleroi afin de diriger les troupes. C'est de cette manière que le gouvernement compte mettre un terme à cette révolte. Des proclamations du bourgmestre Jules Audent sont affichées sur tous les murs, disant aux citoyens de rester chez eux et qu'il y a nécessité d'une répression. Il en est de même de la part du Duc d'Ursel qui prévient les citoyens de ne pas se mêler aux manifestations sous peine d'être confondus avec les coupables vu la répression qui s'annonce.
Le général Van der Smissen était un homme de faible corpulence et vieux. Il avait refusé toute aide militaire à Charleroi, s'appuyant sur la défense de la garde civique. Il avait instruit M. Defontaine, premier échevin, de tirer sans sommations légales si la garde civique se trouvait en danger. Il a ensuite adressé des circulaires aux généraux ordonnant à l'armée d'accomplir sa mission avec fermeté.

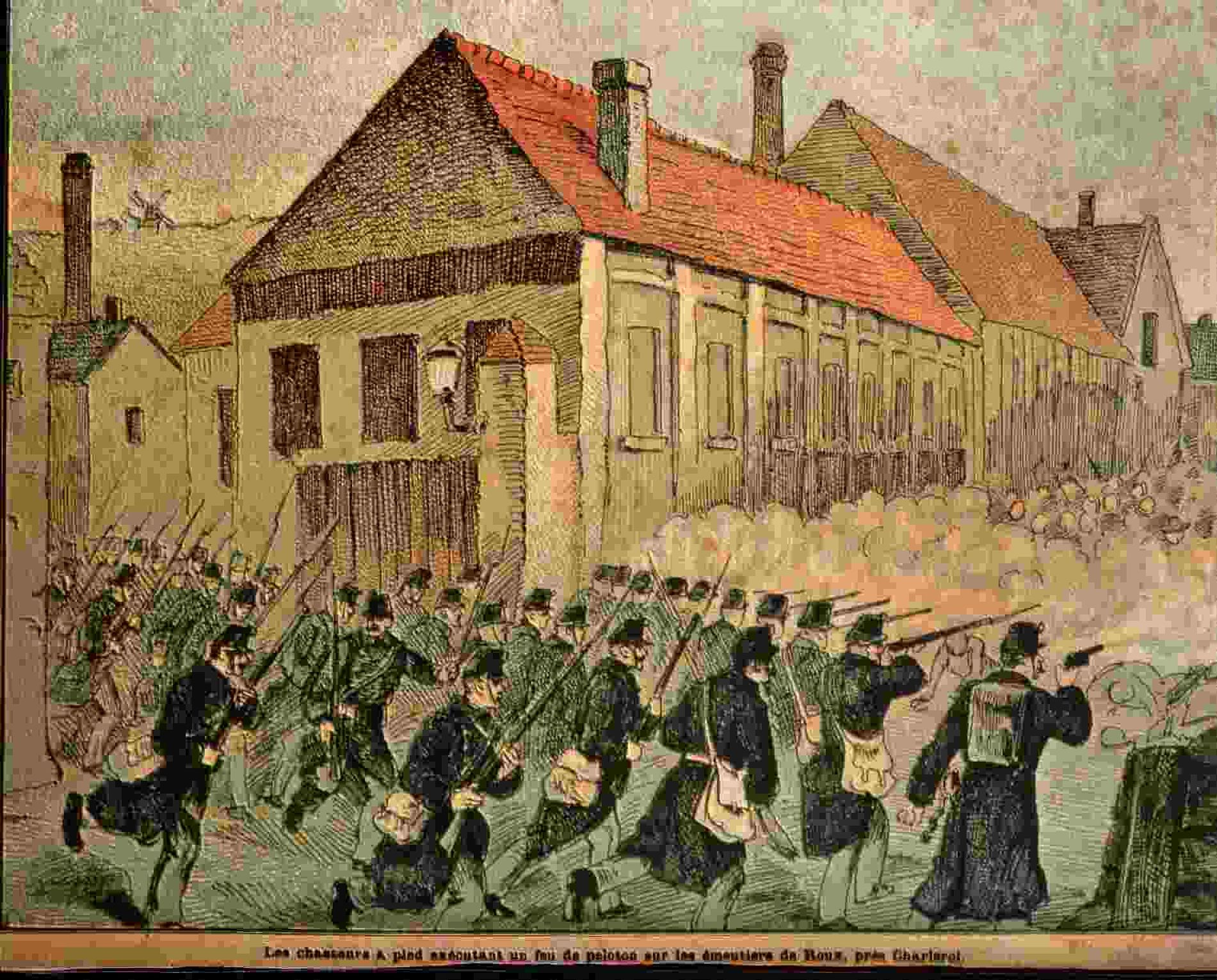
Fusillade de Roux du 27 mars 1886.

Le 27 mars, une trentaine de grévistes ont fait feu sur la garde civique, plusieurs de ceux-ci se blessant. Un midi sanglant s'annonce à Roux, près des verreries Bougard, entre les grévistes et des chasseurs qui ont engendré 10 morts et plusieurs blessés.
La panique règne à Charleroi, tous les magasins ayant fermé. La nuit du 27 au 28 mars a été plutôt calme à Charleroi. L'armée occupe les hauteurs et la garde civique protège les ponts. Les grévistes qui se sont introduits dans la ville n'ont pu y échapper et de nombreuses arrestations ont été effectuées. L'armée étant maintenant en nombre, il y a une organisation de chasses impitoyables dans toutes les communes. Étant dirigés par le général Van der Smissen, la cavalerie et les chasseurs à pied, ayant reçu l'ordre de tirer sans hésiter, doivent dégager tous les grévistes. Plusieurs morts gisaient sur le sol ensanglanté de Roux. Le général Van der Smissen l'ayant ordonné, il y a eu une marche de concentration, durant la nuit, des soldats vers Gosselies et Courcelles dans le dessein d'encercler les grévistes disséminés dans les communes de Marchienne, Dampremy, Lodelinsart, Jumet, Roux et Gosselies. Ces troupes étaient suivies par des cavaliers. À partir du 28 mars, la ville de Charleroi retrouve le calme. La garde civique est armée le jour et la nuit. Les troubles persistent malgré la venue de l'armée.
L'armée tire sur les mineurs à bout portant, des fusillades ont lieu à la verrerie Bougard. Le nombre de morts explose de manière alarmante. Énormément de cadavres d'ouvriers ont été déposé à la morgue de Roux. Sur ordre du général Van der Smissen, des troupes étaient arrivées à la Louvière et à Morlanwelz. Dans la commune de la Louvière, un meeting s'était tenu par Alfred Defuisseaux et Jean Volders qui prêchaient le calme. Le ministère public avait délivré des mandats d'arrêt contre ces deux citoyens. À partir du 30 mars, Charleroi connait une détente plutôt complète hormis quelques échauffourées.
Tout cela grâce à l'action de Van der Smissen, les émeutes, ayant pris des « aspects de la mendicité armée et de l'aumône forcée » ont fait l'objet de répressions. Le général Van der Smissen a ordonné aux paysans de porter des armes et des patrouilles ont été disséminées dans la région dans le dessein d'assurer la sécurité. Beaucoup de grévistes ont fait l'objet d'arrestations et ont été placés en détention dans des maisons d'arrêt de la région carolorégienne.
Les grévistes ont essayé d'étendre leur influence vers le Centre mais ils ont rencontré une opposition de la part d'une armée de soldats, de bourgeois et d'ouvriers organisés. Le 29 mars, les répressions sanglantes atteignent leur point culminant via la fusillade du Placard à Bascoup qui a engendré deux morts et quinze blessés. Les mineurs du Borinage ont brièvement décidé d'aller à Charleroi afin de prêter main-forte à leurs camarades de ce bassin-là. Les autorités avaient prévu cela et ont pris un coup d'avance en prenant des mesures de sécurité, notamment à Mons où la garde civique accompagnée de renforts militaires étaient déployés. Van der Smissen commanda 45 000 soldats disséminés dans les provinces de Liège et de Hainaut. Les jours qui ont suivi, des colonnes de troupes marchaient dans la région et les bourgmestres avaient émis des proclamations dénonçant tout acte attentatoire. À la fin du moins, de petites grèves étaient encore présentes dans les carriers d'Antoing, de Lessines et des Ecaussinnes, ce qui signifiait les « derniers sursauts de la ‘guerre sociale' ».
Arrive ensuite, après la répression que nous pourrions qualifier de « policière » ou de « militaire », la répression judiciaire. Après les émeutes surviennent les procès. Le tribunal correctionnel de Charleroi, désormais établi dans ses nouveaux locaux du boulevard Audent, enregistre un flux constant de jugements. Fréquemment, les sanctions sont excessives et démesurées par rapport aux infractions commises. Le simple vol de denrées alimentaires ou d'une bouteille d'alcool peut entraîner plusieurs semaines voire mois d'incarcération. Plutôt que d'analyser les motifs derrière le soulèvement des travailleurs, les autorités préfèrent réprimer la révolte.
Pratiquement partout, vers mars-avril, les ouvriers se sont résignés à reprendre le travail à cause du manque d'argent. Les principaux acteurs de cette révolte de 1886 ont écopé, pour la majorité, d'une peine d'emprisonnement de cinq ans et dix années de mise à la disposition de la police. Ces condamnations ont rapidement été rendues possibles par le biais de votes en urgence du parlement censitaire d'une disposition du Code pénal punissant l'incitation à l'émeute. En juillet, la Cour d'Assises de Mons prononce une condamnation à 20 ans de prison pour deux dirigeants de l'Union verrière (Oscar Falleur et Xavier Schmidt). Cependant, ces derniers deviennent des figures héroïques au sein de la population ouvrière, à tel point que leurs portraits seront affichés sur des calendriers pendant des années. Malgré cela, les patrons, confiants leur en pouvoir, ne cèdent que sur des détails mineurs. Parallèlement, à Charleroi, une nouvelle caserne de cavalerie est inaugurée. Contraintes de céder du terrain, les autorités adoptent une mesure d'amnistie en 1888 ; Falleur et Schmidt sont remis en liberté, mais contraints de quitter la Belgique. Ils se dirigent alors vers les États-Unis. Oscar Falleur décède à Jeannette en Pennsylvanie en 1896 ; Xavier Schmidt finit par revenir dans la région de Charleroi, où il s'éteint en 1901.

## Les influences et premières lois sociales
Cependant, l'attention publique est captivée et les politiciens commencent à réfléchir sérieusement à la situation et aux moyens de remédier à la crise. En effet, les partis catholiques et libéraux sont contraints de se focaliser sur la question sociale qui ne peut plus être éludée.
Le Parti Ouvrier Belge, fondé seulement un an auparavant, se présente devant la commission d'enquête et propose le suffrage universel comme solution à la question sociale, tout en condamnant ce qu'il considère comme des "excès" survenus à Liège. En août 1886, une loi est adoptée, établissant le Conseil de l'industrie et du travail et réglementant le paiement des salaires des ouvriers. En novembre de cette année-là, le roi présente lors de son discours du trône une nouvelle orientation en matière de politique sociale. Ces initiatives donnent naissance à trois grands domaines de réformes : la réglementation des conditions de travail, la sécurité des travailleurs et la gestion des relations collectives. Il faudra patienter jusqu'en 1897 pour que la ville de Liège établisse son propre système de secours au chômage, garantissant un revenu de soutien à tous les travailleurs, y compris ceux qui n'étaient pas en mesure de cotiser à une caisse syndicale. Cependant, ces mesures marquent le début d'un mouvement de réformes sociales plus vaste. De même, le mouvement catholique prend conscience de l'importance cruciale de la question sociale et de son impact potentiel dans sa lutte contre les libéraux ainsi que contre l'essor de l'idéologie socialiste. Le grand congrès, initialement prévu pour discuter de la lutte contre la franc-maçonnerie et le socialisme, voit son programme modifié.
Sous le gouvernement dirigé par le catholique Auguste Beernaert, en place depuis deux ans, une réforme est mise en marche. À Liège, avec l'approbation de l'évêque local, Victor-Joseph Doutreloux, et sous sa direction, trois congrès se tiennent en 1886, 1887 et 1890, rassemblant des Belges ainsi que des personnalités notables du catholicisme international. Les délibérations et les conclusions de ces congrès influenceront la législation sociale nationale et même internationale, et auront une influence significative sur Léon XIII lors de la rédaction de Rerum Novarum (15 mai 1891), la première encyclique sociale, établissant ainsi les fondements de la démocratie chrétienne, avec Doutreloux comme protecteur. En Flandre, l'abbé Daens devient un fervent défenseur du mouvement.
Dans son édition du 28 mars 1886, La Meuse, s'adressant à un lectorat bourgeois, modifie son discours en reconnaissant que « les ouvriers sont mécontents et qu'ils souffrent », appelant à une enquête approfondie sur la condition des travailleurs en Belgique. Cette enquête officielle sur le travail industriel, soutenue par Léopold II, est décidée par arrêté royal le 15 avril. Des lois sociales partielles sont adoptées au Parlement. Ce jour-là, le 15 avril 1886 par cet arrêté, la Commission du Travail a été établie, avec trois sections distinctes. La première était chargée de rassembler des données complètes sur l'industrie et les travailleurs. La deuxième devait étudier les liens entre le capital et le travail, tandis que la troisième avait pour mission d'examiner les moyens d'améliorer les conditions de vie et de travail des employés.
Pour réaliser ses travaux, la commission a mené une enquête approfondie à travers tout le pays, en utilisant à la fois des questionnaires écrits et des entretiens. De plus, de nombreux rapports ont été commandés sur ces sujets variés. Officiellement, seuls des parlementaires, des experts techniques et des scientifiques étaient membres de la commission, excluant à la fois les ouvriers et les chefs d'entreprise. Cependant, il est important de noter que plusieurs des parlementaires choisis étaient également des chefs d'entreprise dans d'autres contextes.
Une des revendications des grévistes concerne le logement. C'est le 19e siècle et la Wallonie connaît un développement industriel fulgurant. Cela engendre un boom immobilier conséquent pour loger les ouvriers qui travaillent dans les usines. Cependant, les conditions de logements sont mauvaises et la grève de 1886 n'a pas manqué de le rappeler au gouvernement. Ce dernier se penche avec attention sur la question et constitue une Commission du travail dans le but de réfléchir à une amélioration des conditions morales et matérielles du prolétariat. En effet, « de mauvais logements trop chers sont un danger, non seulement pour l'existence économique, mais encore pour la moralité ». Tout ceci entraîne la loi du 9 août 1889 qui fonde l'action publique en matière de logement et met en place trois mesures favorables aux habitations ouvrières : « la création de comités de patronages, organes de conseil et de contrôle ; l'octroi de prêts hypothécaires par la Caisse Générale d'Épargne et de Retraite (CGER) et des mesures fiscales ».
Après plus de quarante ans de débats houleux et de controverses, la loi du 13 décembre 1889 est promulguée. Elle interdit le travail des enfants de moins de 12 ans, restreint la journée de travail des jeunes âgés de 12 à 16 ans (21 ans pour les filles) à 12 heures maximum, et proscrit le travail de nuit pour les jeunes de moins de 16 ans ainsi que pour les filles de moins de 21 ans, sauf dérogation. Bien que cette loi représente la première action législative visant à limiter les heures de travail des employés, son impact est limité car elle ne s'applique qu'aux secteurs considérés comme "dangereux" tels que les manufactures, les chantiers, les carrières et les charbonnages. Les autres secteurs, tels que l'agriculture, les entreprises familiales, le travail à domicile, les cafés et restaurants, ainsi que les ateliers n'utilisant pas de machines à moteurs mécaniques, échappent à cette réglementation. Par conséquent, cela pousse les enfants plus jeunes à se tourner vers des secteurs de travail non réglementés par la loi et donc non encore protégés. Cependant, cette loi ne règle que le travail nocturne des enfants et des femmes mineures, il faudra attendre la loi du 10 août 1911 pour interdire le travail de nuit aux femmes adultes, de 21 heures à 5 heures.
Concernant les salaires, le « truck-system » posait un problème à cause de ses abus. Il s'agit d' « un système qui consiste à effectuer une retenue sur le salaire de l'ouvrier soit en le payant en marchandises soit en le contraignant à acheter les denrées dont il a besoin dans une boutique déterminée…» « … qui vend à cher prix, soit par d'autres moyens… » Cela a conduit à l'adoption de la loi du 16 août 1887 sur le paiement des salaires. La Commission du Travail avait ainsi unanimement proposé un texte, ayant constaté les abus dans l'enquête de 1886, qui comprend : « la prohibition du paiement en nature, des avances ou des retenues sur salaire tout comme l'interdiction de payer les salaires dans un débit de boissons ».
Le même jour fut adopté la loi du 16 août 1887 instituant les Conseils de l'industrie et du travail. Dès 1886, le gouvernement avait envisagé la création de comités similaires à ceux qui existaient depuis de nombreuses années en Angleterre et aux États-Unis. Ces comités seraient composés à la fois de chefs d'entreprise et d'ouvriers, chargés de discuter de leurs intérêts communs, de résoudre les conflits, et de prévenir et apaiser les crises si elles survenaient. Un projet de loi en ce sens avait été élaboré, et le ministre de l'agriculture et de l'industrie avait soulevé cette question devant la commission du travail.
La loi du 18 août 1887 relative à l'incessibilité et à l'insaisissabilité des salaires des ouvriers a été adoptée afin de prévenir d'autres abus lors du paiement du salaire.
Sous la pression des syndicats, d'autres améliorations seront progressivement introduites. En 1902, de nouvelles grèves ouvrières réclament le suffrage universel. Le Parti Ouvrier Belge demande la protection sociale des travailleurs, le repos dominical, des journées de travail plus courtes, des logements décents et une éducation laïque, gratuite et obligatoire (obtenue en 1914). L'adoption du suffrage universel en 1919 accélérera encore les réformes.
Toutes ces circonstances ont conduit, après de nombreuses années, à l'établissement du système de sécurité sociale, assurant aujourd'hui un niveau de confort et de sécurité de vie que nous tenons trop souvent pour acquis et immuable, presque invulnérable.